# Lufia & the Fortress of Doom
Lufia & the Fortress of Doom, i Japan känt som Estpolis Denki (エストポリス伝記? officiellt översatt Biography of Estpolis), är ett rollspel utvecklat av Neverland och utgivet av Taito 1993 till SNES. Spelet är det första i Lufiaserien.

### Fotnoter
1. ↑  
  Neverland Co., Ltd.  (25 June 1993).
  Estpolis Denki.    Super Famicom.   Taito Corporation.  
  "< Staff > [...] Biography of Estpolis"